# Батори (род)
Вижте пояснителната страница за други значения на Батори.
Батори (на унгарски: Báthory; на полски: Batory) е унгарски благороднически род от немски (според хроника първият ѝ представител е Шимон де Кеза) или шведски произход (клан Гуткелед). За първи път е спомената през 1325 г.
Родът Батори има голямо политическо влияние в Централна Европа през Средновековието. Сред членовете му е Стефан Батори, който става крал на Полша и велик княз на Литва.

## Известни членове
- Стефан Батори - полски крал
- Жигмонд и Габриел Батори - князе на Трансилвания
- Елизабет Батори – унгарска благородничка, известна с масовите убийства на момичета и млади жени.